# 크리스틴 레이킨
크리스틴 레이킨(Christine Lakin, 1979년 2월 25일 ~ )은 미국의 배우이다.

## 출연 작품
- 발렌타인 데이 - 헤더 역
- 마더스 데이